# Kibatalia stenopetala
Espèce
Synonymes
- Kibatalia luzonensis Woodson[1]

Statut de conservation UICN

 EN B1+2c : En danger
Kibatalia stenopetala est une espèce de plantes à fleurs de la famille des Apocynaceae trouvée aux Philippines.

## Publication originale
- Philippine Journal of Science 17: 308. 1920[1921].